# لوسيانا ناسيمنتو
لوسيانا ناسيمنتو (7 يونيو 1980 - ) هي لاعبة كرة طائرة برازيلية.